# Ziz
Abreviatura científica del botánico Johann Baptist Ziz (1779-1829)

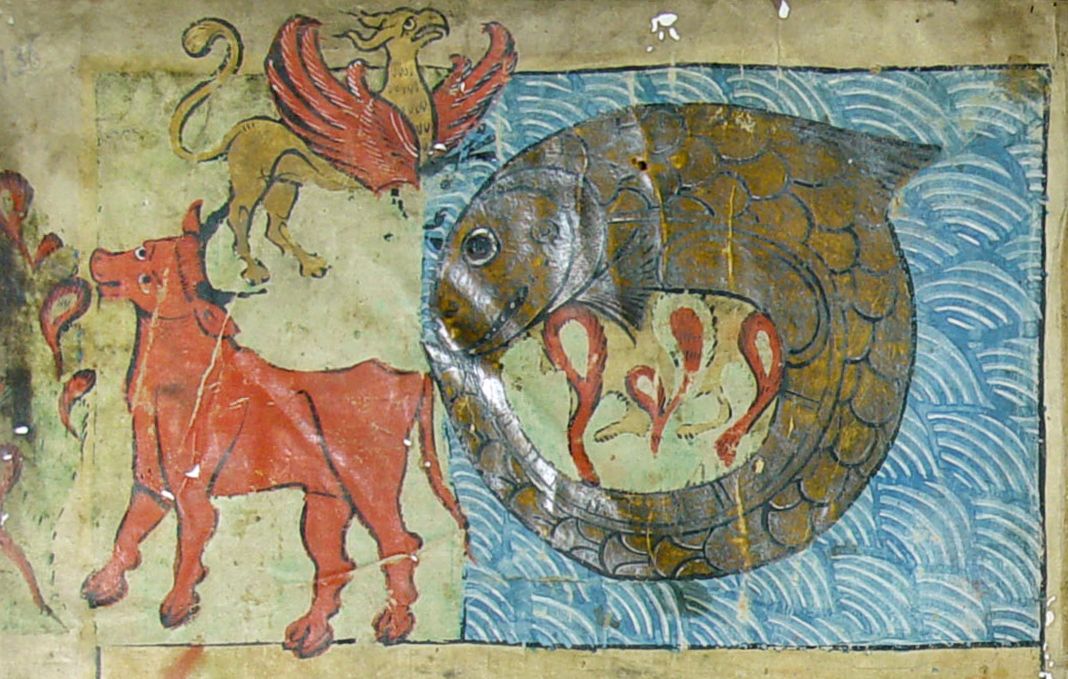
Leviatán, Behemot y Ziz

El ziz (hebreo: זיז), también conocido como 'Renanim (el cantante celestial), Sekwi (el vidente) o hijo del nido es un pájaro gigante de la mitología judía, del cual se dice que puede bloquear el sol con sus alas.
Es considerado un arquetipo de animal gigante o monstruoso.

## Descripción
Así como Leviatán es el rey de los mares, y Behemot de la tierra y todo lo demás, el Ziz es el rey de los aires. Cuando está posado en la tierra su cabeza toca el cielo y sus alas son capaces de oscurecer el sol.
Se dice que el ziz fue creado para proteger a los pájaros y que, de no existir, todos los pájaros de la tierra estarían indefensos y morirían. El ziz es también una criatura inmortal que aterrorizaba a aquellos que entraban en su territorio y a quienes mataban pájaros.
El ziz, como el leviatán, es considerado un manjar, que se servirá a los fieles al final de los tiempos para compensarles por la prohibición que sobre ellos pesaba de consumir alimentos impuros.
Behemot, Leviatán y Ziz eran tradicionalmente motivos decorativos muy del gusto de los rabinos que vivían en Alemania.